# Earl Alexander of Hillsborough
Earl Alexander of Hillsborough war ein erblicher britischer Adelstitel in der Peerage of the United Kingdom.

## Verleihung und nachgeordnete Titel
Der Titel wurde am 30. Januar 1963 für den Labour-Politiker und ehemaligen Verteidigungsminister Albert Alexander, 1. Viscount Alexander of Hillborough geschaffen.
Zusammen mit der Earlswürde wurde ihm der nachgeordnete Titel Baron Weston-super-Mare, of Weston-super-Mare in the County of Somerset, verliehen. Bereits am 27. Januar 1950 war ihm der fortan nachgeordnete Titel Viscount Alexander of Hillsborough, of Hillsborough in the City of Sheffield, verliehen worden. Beide Titel gehörten ebenfalls zur Peerage of the United Kingdom.
Da der 1. Earl keine Söhne hinterließ, erloschen die Titel bei seinem Tod am 11. Januar 1965.

## Liste der Earls Alexander of Hillsborough (1963)
- Albert Alexander, 1. Earl Alexander of Hillsborough (1885–1965)